# Rea Machine Company
Rea Machine Company war ein US-amerikanischer Hersteller von Automobilen.

## Unternehmensgeschichte
Das Unternehmen hatte seinen Sitz in Rushville in Indiana. 1901 begann die Produktion von Automobilen. Der Markenname lautete Rea. Ein Fahrzeug wurde im Februar 1902 zur Automobilausstellung nach Indianapolis gefahren. The Horseless Age berichtete am 26. Februar 1902 darüber. 1902 endete die Produktion. Die Produktionszahl blieb gering.

## Fahrzeuge
Die Fahrzeuge hatten einen Ottomotor.